# Comté de Pocahontas (Virginie-Occidentale)
Pour les articles homonymes, voir Comté de Pocahontas.
Le comté de Pocahontas est un comté des États-Unis situé dans l’État de Virginie-Occidentale. En 2000, la population était de 9 131 habitants. Son siège est Marlinton. Le comté doit son nom à Pocahontas, amérindienne. L'observatoire de Green Bank, plus grand radiotélescope orientable du monde se trouve dans le comté de Pocahontas, au cœur de la United States National Radio Quiet Zone. Bald Knob, le second plus haut sommet de Virginie-Occidentale, se trouve aussi dans le comté dans la chaîne des Allegheny Mountains.

## Principales villes
- Durbin
- Hillsboro
- Marlinton